# 荊冠のキリスト (ティツィアーノ、ルーヴル美術館)
『荊冠のキリスト』（けいかんのキリスト、仏: Le Couronnement d'épines、英: The Crowning with Thorns）は、イタリア・ルネサンスのヴェネツィア派の巨匠ティツィアーノ・ヴェチェッリオが1542年から1543年の間にポプラ板上に油彩で制作した絵画である。イエス・キリストの足元に「TITIANVS F」と署名されている。絵画は、ミラノのサンタ・マリア・デッレ・グラツィエ教会のサンタ・コローナ礼拝堂のために同教会の同心会により委嘱された。主題は、『新約聖書』中の「マタイによる福音書」(27章29-30) から採られており、十字架を背負う前のイエス・キリストが古代ローマの兵士たちから荊の冠を被せら愚弄される場面が描かれている。ナポレオン戦争中の1797年に略奪されてフランスに持ち去られ、現在はパリのルーヴル美術館に所蔵されている。

## 作品

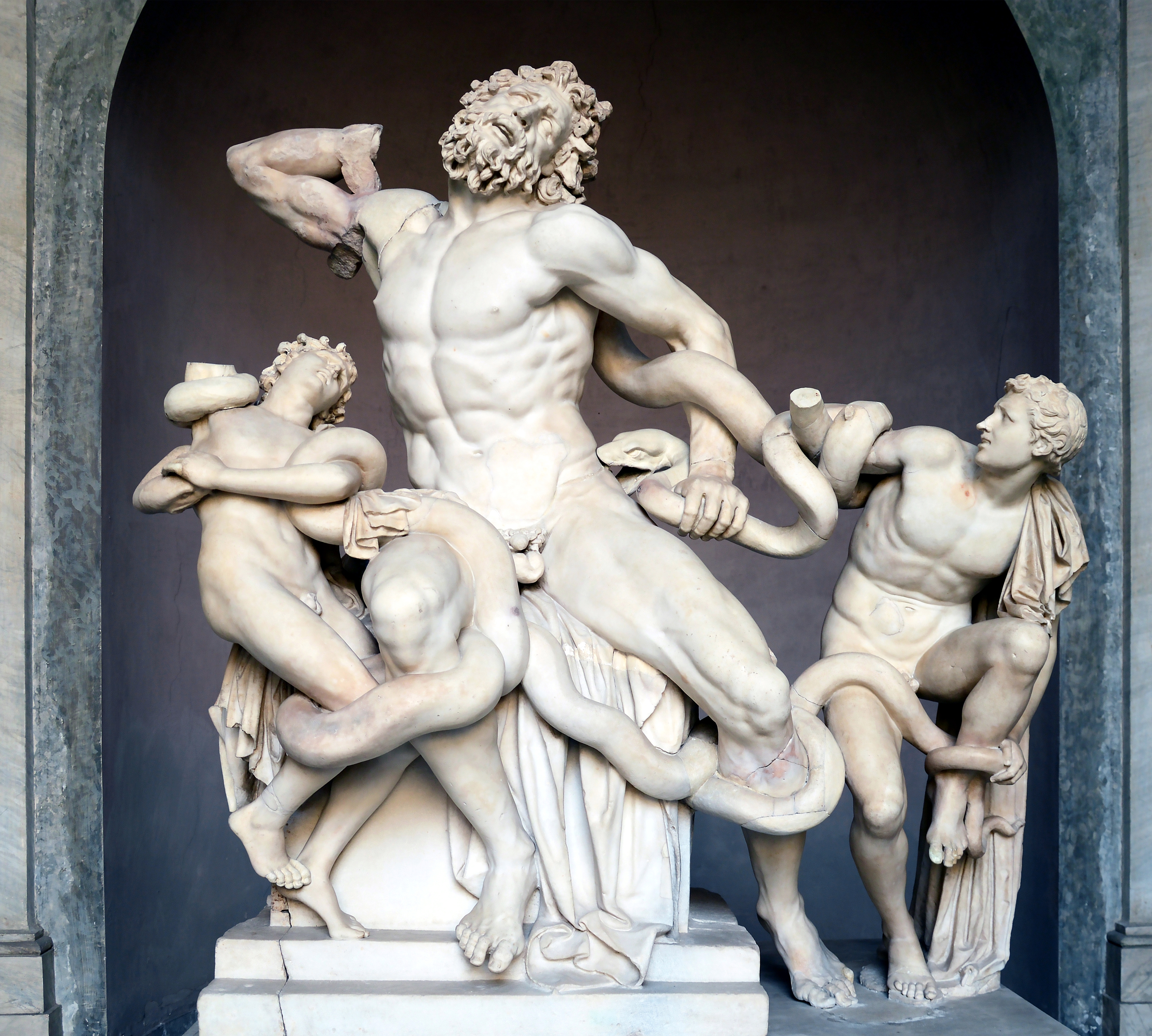
『ラオコーン群像』、前160-20年（推定）、210 x 285 cm、ヴァチカン美術館

絵画は、建物の壁で制約された奥行きのない空間に人物たちを配置し、緊密な構図である。キリストの拷問者たちが棒でキリストの頭部の冠を捻じ曲げている。しかし、その暴力性は美しい色彩によって緩和され、キリストの苦難は高揚したものとなっている。色彩は、ティツィアーノの古代美術への崇敬を表して、とりわけ右側の青色と緑色において通常より冷たい色調となっている。しかし、キリストの足の部分では、ヴェネツィア派的な描写により肉体から静脈を通して血が流れ出ているのを感知できる。
棒の直線が人物像をナイフのように横切り、キリストの頭部の右側で三位一体のような三角形を形成している。ティツィアーノの無類の描写により、画面手前の階段上の棒には影がなく、ヘビのように恐ろしいものとなっている。この棒は、右側の後ろ向きの人物とともに、画面空間と鑑賞者を結びつける役割を果たす。
本作は、ティツィアーノの作品の中でもマニエリスムの影響を最も強く示すものとして知られる。逞しい人物の量塊とその衝突、誇張されたコントラポストのポーズ、激しい捻転と旋回運動、やや硬質な彫刻的形態の強調などは、多くの研究者が指摘するようにヤーコポ・サンソヴィーノ、ジョルジョ・ヴァザーリ、フランチェスコ・サルヴィアーティ、ジュリオ・ロマーノらの影響を示しているといえるであろう。しかし、ティツィアーノは、マニエリスム的な線的錯綜を彼独自のドラマを高揚させる手段として用いている。
本作には、上記の色彩以外にも古代ギリシア・ローマ美術を参照している要素が見られる。キリスト像は、1506年にローマで発見された有名な古代彫刻であり、「exemplum doloris (苦難の例)」である『ラオコーン群像』  (ヴァチカン美術館) に由来する。左側の拷問者の上半身のモデルは、もう1つの古代彫刻の断片である『ベルヴェデーレのトルソ』(ヴァチカン美術館) である。さらに、画面上部右側の壁龕にはティベリウス帝の胸像 (誤ってネロ帝の胸像を描いている)  を加え、キリストを弾劾した古代ローマの権威に言及することで、ティツィアーノは過ぎ去った過去への崇拝を表している。
アメリカの作家ロバート・ヘイヴン・ショーフラーによれば、ドイツの画家フリッツ・フォン・ウーデは、本作を「かつて描かれた最も偉大な絵画」であると評した。